# Allianz der Grünen
Die Allianz der Grünen (russisch Альянс зелёных) war eine politische Partei in Russland. Sie vertrat ökologische und sozialdemokratische Ziele.

## Geschichte

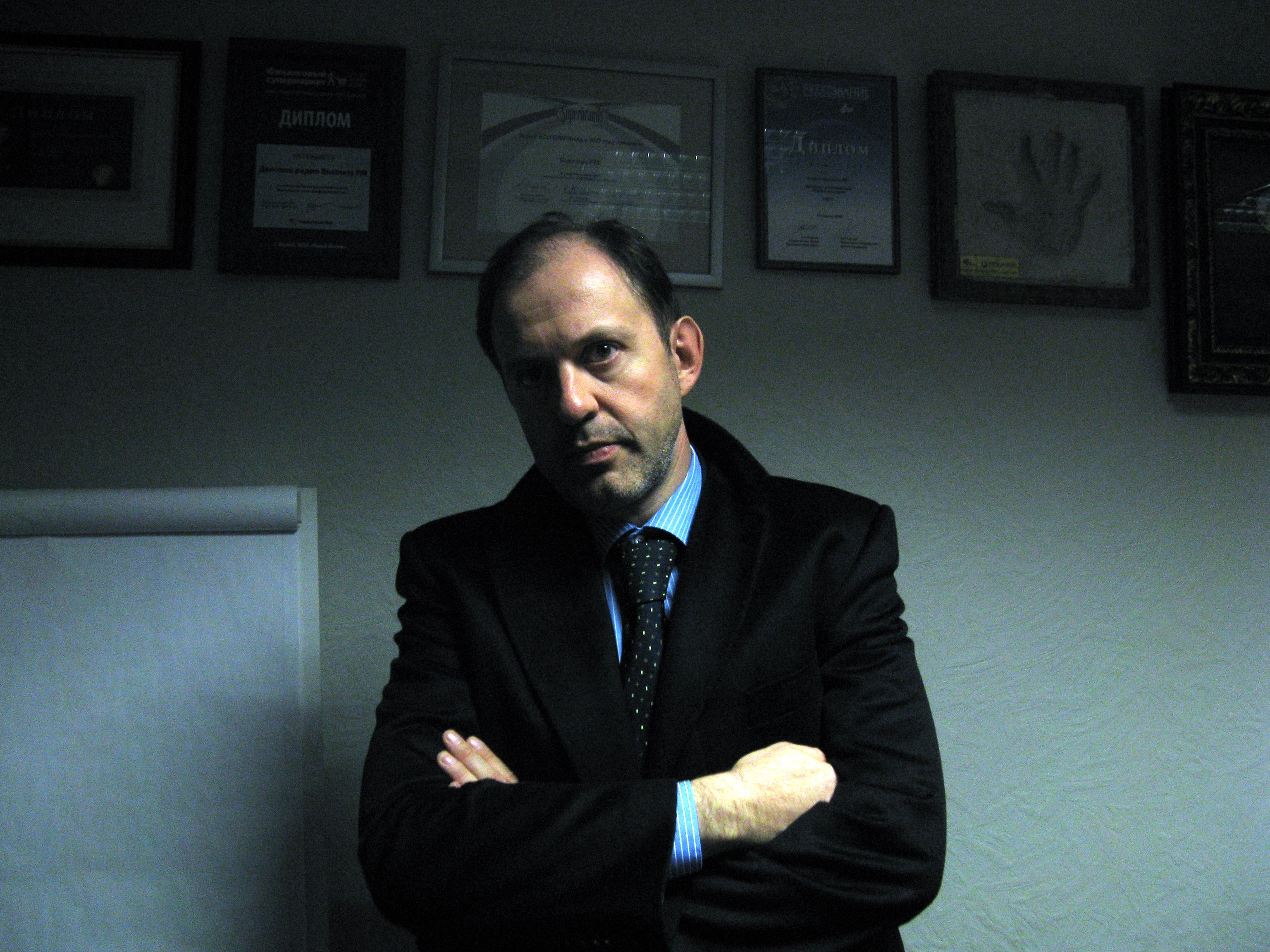
Oleg Mitvol, Gründer und Vorsitzender 2012–2015

2009 wurde die ökologische Bewegung "Grüne Alternative" gegründet. Im Frühjahr 2012 wurde sie assoziiertes Mitglied der Europäischen Grünen Partei.
Im April 2012 wurde die Partei Allianz der Grünen – Volkspartei (Альанс зелёных — Народная партия) gebildet. Vorsitzender und Hauptinitiator war Oleg Mitwol.
Im Januar 2014 schloss sie sich mit den Parteien Sozialdemokraten Russlands, Freiheit und Gerechtigkeit, Partei freier Bürger und Kolokol (Glocke) zur Allianz der Grünen und Sozialdemokraten (Альанс зелёных и социал-демократов) zusammen. Es wurden zwei Kovorsitzende gewählt. 
Im Dezember 2015 fand in der Partei eine Parteirevolution statt. Der Gründer und die Parteiführer wurden entfernt. Der neue Führer ist die Grüne Allianz. Alexander Sakondyrin, die Posten der Kovorsitzenden wurden abgeschafft. Sakondyrin rief die Partei zu einer konstruktiven Zusammenarbeit mit der Gesamtrussischen Nationalen Front auf, die die Politik von Präsident Wladimir Putin unterstützt. Der Parteigründer Oleg Mitwol protestierte gegen seine Abwahl, nannte sie eine Farce und kündigte rechtliche Schritte dagegen an.
Für die Dumawahl 2016 wurde die Partei nicht zugelassen, da ihr Wahlparteitag nicht als rechtsgültig anerkannt wurde.
Am 2. Oktober 2019 hat der Oberste Gerichtshof die Partei wegen unzureichender Teilnahme an den Wahlen liquidiert.